# Ḩabīb Īshān
Ḩabīb Īshān (persiska: حبيب ايشان) är en ort i Iran.   Den ligger i provinsen Golestan, i den norra delen av landet, 300 km nordost om huvudstaden Teheran. Ḩabīb Īshān ligger 4 meter över havet och antalet invånare är 847.
Terrängen runt Ḩabīb Īshān är mycket platt. Runt Ḩabīb Īshān är det ganska tätbefolkat, med 108 invånare per kvadratkilometer. Närmaste större samhälle är Saqar Yelqī, 19,7 km sydväst om Ḩabīb Īshān. Trakten runt Ḩabīb Īshān består till största delen av jordbruksmark.